# Верченко, Юрий Николаевич
Юрий Николаевич Верченко (29 апреля 1930 — 13 ноября 1994) — советский хозяйственный, государственный, политический и литературный деятель.

## Биография
Родился в 1930 году в селе Яблонец. Член КПСС с 1954 года.
С 1952 года — на хозяйственной, общественной и политической работе. В 1952—1994 гг. — литературный сотрудник, заведующий отделом газеты «Московский комсомолец», второй, первый секретарь Куйбышевского райкома ВЛКСМ г. Москвы, секретарь Московского горкома ВЛКСМ, заведующий отделом ЦК ВЛКСМ, начальник управления по печати Мосгорисполкома, директор издательства «Молодая гвардия», заведующий отделом Московского горкома КПСС.
Cекретарь правления Союза писателей СССР, в течение 20 лет (1970-1990) руководил решением всех организационных проблем в Союзе писателей СССР. Избирался депутатом Верховного Совета РСФСР 11-го созыва.
Умер в Москве в 1994 году. Похоронен на Кунцевском кладбище.

## Мнения
Писатель Анатолий Салуцкий
...рядом с ним был Юрий Верченко, добрейший всем и всегда доступный толстяк, не писатель, а как бы главный администратор СП. Марков – на верхах, а Верченко – в писательской гуще. По-крупному, это была отличная пара.